# Istituto per il lessico intellettuale europeo e storia delle idee
L'Istituto del Lessico intellettuale europeo e Storia delle Idee (ILIESI) è un istituto di ricerca appartenente al Consiglio Nazionale delle Ricerche (CNR) la sede è a Roma. L'ILIESI, che è una delle prime biblioteche digitali italiane, si occupa dell'applicazione delle tecnologie informatiche alla ricerca bibliografica, umanistica e filosofica.

## Storia
Nel 1963 si ampliarono le attività di ricerca del CNR con l'ingresso delle scienze umane. L'anno seguente viene creata la prima struttura di ricerca digitale per gli studi lessicografici, il Lessico Intellettuale Europeo. Ne fanno parte Tullio De Mauro, Eugenio Garin e Tullio Gregory (direttore). Inizialmente è un gruppo di studio finanziato dal CNR in convenzione con la Facoltà di Filosofia dell'Università di Roma-La Sapienza. Successivamente diventa Centro di studi, dotato di un consiglio scientifico e di personale stabile. Tra i primi lavori vi sono: una serie di corpora lemmatizzati di testi digitali; banche dati terminologiche. La struttura inoltre pubblica saggi e testi critici, concordanze e lessici d'autore o di un'epoca.
Nel 2001 il Centro diventa Istituto del CNR e si fonde con il «Centro di studio del pensiero antico» (fondato nel 1979 e diretto fino al 1998 da Gabriele Giannantoni).

Nel 2007 Tullio Gregory passa la mano a Riccardo Pozzo. Pozzo assume nel 2012 la direzione del Dipartimento Scienze Umane e sociali - Patrimonio Culturale - CNR. La direzione dell'ILIESI viene assunta da Giovanni Adamo pro tempore e poi nel 2014 da Antonio Lamarra.
Nel 2014 l'Istituto festeggia i cinquant'anni di attività.
Nel luglio 2019 Eugenio Canone assume la direzione pro-tempore dell'ILIESI.

## Linee di ricerca
Il suo scopo fondamentale è stato creare strumenti per una più rigorosa lettura storica dei testi filosofici e dei documenti del periodo in cui si è formato il patrimonio della cultura europea. Ciò in reazione all'impostazione speculativa della storiografia idealistica, che lasciava in secondo piano lo studio dettagliato del testo.
Le ricerche condotte nell'ambito dell'ILIESI sono basate sul principio della centralità dell'analisi lessicale del testo filosofico e scientifico, con l'obiettivo di configurare il contesto più ampio nel quale sono nati i termini propri della cultura e della scienza. Specifica caratteristica dell'ILIESI è il ricorso a metodologie informatiche per la documentazione e il trattamento dei dati, linguistici e testuali, in francese, greco antico, inglese, italiano, latino, spagnolo e tedesco. La sua missione consiste nello svolgere attività di ricerca e produzione di studi e testi critici, banche dati terminologiche, spogli lessicali, concordanze e lessici d'autore o di un'epoca.
Attualmente le attività dell'ILIESI si articolano secondo quattro linee di ricerca:
1. Storia del pensiero filosofico-scientifico e della terminologia di cultura nelle civiltà del mondo antico e tardo-antico;
2. Edizione e interpretazione di varie opere appartenenti a filosofi epicurei e stoici sopravvissute nei papiri di Ercolano (PHerc Archiviato il 4 marzo 2016 in Internet Archive.);
3. Storia del pensiero filosofico-scientifico e della terminologia di cultura dal Medioevo all'età moderna. Nei secoli XVII e XVIII si è costituito il lessico intellettuale della modernità. L'Istituto ha realizzato indici, concordanze, lessici, edizioni di testi lessicografici esemplari, studi monografici su singoli termini o famiglie di termini in autori o momenti significativi nella storia della cultura mediterranea ed europea;
4. Raccolta (con sistemi informatici) di fonti filosofiche e scientifiche.

## Pubblicazioni dell'Istituto
Collane:
- Lessico Intellettuale Europeo, 124 volumi
- Elenchos, 63 volumi
- ILIESI Digitale, 4 volumi

Periodici:
- Elenchos
- Lexicon philosophicum
- Bruniana & Campanelliana